# Болонський ярмарок дитячої книги
Болонський ярмарок дитячої книги (італ. La fiera del libro per ragazzi) є провідним професійним ярмарком дитячих книг у світі.
З 1963 року його проводять щорічно упродовж чотирьох днів у березні або квітні в Болоньї, Італія. Це місце зустрічі всіх фахівців, що займаються створенням та виданням дитячих книг, і його використовують переважно для купівлі та продажу прав як на переклади, так і на похідні продукти, як-то фільми чи анімаційні серіали. Це також захід, на якому вручають низку головних нагород, премії BolognaRagazzi, у чотирьох категоріях (художня література, публіцистична література, нові горизонти (для незахідного світу) та Opera Prima (за дебютні твори). Під час ярмарку, але окремо від нього, оголошують деякі головні нагороди, зокрема премію Ганса Крістіана Андерсена, яку вручають раз на два роки та меморіальну премію Астрід Ліндгрен.
З 1967 року на Виставці ілюстраторів у рамках Болонського ярмарку дитячої книги представляють роботи ілюстраторів, які відібрало журі, до складу якого входять п'ять міжнародних експертів (два видавці та три ілюстратори або викладачі ілюстрації). Щороку близько 3000 художників з понад 70 країн подають п'ять оригінальних робіт.
9 квітня 2021 року Дитячий книжковий ярмарок у Болоньї оголосив про скасування своєї фізичної виставки 2021 року через пандемію COVID-19.
Для сприяння головній меті ярмарку – міжнародному продажу прав та інших видавничих угод – організатори створюють цифрову платформу.

Наступний 59-й Болонський ярмарок дитячої книги відбувся у Болоньї з 21 по 24 березня 2022 року.

## Нагороди, пов'язані з ярмарком
- Премія Ганса Крістіана Андерсена
- Премія пам'яті Астрід Ліндгрен
- Конкурс «Мовчазна книга» – також знаний як премія Джанні де Конно
- Премія BolognaRagazzi (BRAW)

## Зовнішні посилання
- Офіційний сайт (англ.)
- Болонський ярмарок дитячої книги 2025: як це було
- УІК розповів, хто представляє Україну на Болонському ярмарку дитячої книги 2025
- Під час Болонського ярмарку-2025 відбудеться саміт щодо ШІ
- Україна на Болонському ярмарку 2024: нові стратегії продажів прав й перемоги українців 16.04.2024
- З нагадуванням про війну. Україна представляє стенд на Болонському книжковому ярмарку
- «Мамо, я бачу війну»: Україна на 60-му Болонському ярмарку дитячої книги
- Конкуренція з Лондоном і вплив війни: ярмарок Болоньї відзначає 60-річчя 17.03.2023
- Українська ілюстраторка серед переможців виставки Illustrators Exhibition у Болоньї 18.01.2023
- Україна на Болонському ярмарку представить порожній стенд-маніфест – Stand with Ukraine 18.03.2022